# General Cup 2013
General Cup 2013 − nierankingowy turniej snookerowy rozegrany w General Snooker Club w Hongkongu (Chiny) w dniach 9–13 września 2013 roku.
W finale rozegranym 13 września reprezentant Anglii Mark Davis pokonał Australijczyka Neila Robertsona 7–2.

## Nagrody[3]
|                   | Nagroda   |
| ----------------- | --------- |
| Zwycięzca         | 120 000 $ |
| Finalista         | 60 000 $  |
| Półfinalista      | 40 000 $  |
| Break stupunktowy | 2 000 $   |
| Najwyższy break   | 20 000 $  |
| Break maksymalny  | 367 000 $ |

1. ↑  Nagroda za break maksymalny zawiera $147 000 oraz inkrustowany diament wartości $220 000.

## Faza główna turnieju

### Faza grupowa[4][5]

#### Grupa A[6]
| Poz. | Zawodnik         | M | Z | Frejmy wygrane | Frejmy przegrane | Różnica frejmów | Pkt |
| ---- | ---------------- | - | - | -------------- | ---------------- | --------------- | --- |
| 1    | Barry Hawkins    | 3 | 2 | 8              | 5                | +3              | 2   |
| 2    | Neil Robertson   | 3 | 2 | 7              | 4                | +3              | 2   |
| 3    | Joe Perry        | 3 | 2 | 6              | 6                | 0               | 2   |
| 4    | Andrew Higginson | 3 | 0 | 3              | 9                | −6              | 0   |

- Barry Hawkins 2–3 Joe Perry
- Neil Robertson 3–1 Andrew Higginson
- Joe Perry 3–1 Andrew Higginson
- Neil Robertson 1–3 Barry Hawkins
- Barry Hawkins 3–1 Andrew Higginson
- Neil Robertson 3–0 Joe Perry

#### Grupa B[7]
| Poz. | Zawodnik     | M | Z | Frejmy wygrane | Frejmy przegrane | Różnica frejmów | Pkt |
| ---- | ------------ | - | - | -------------- | ---------------- | --------------- | --- |
| 1    | Marco Fu     | 3 | 3 | 9              | 5                | +4              | 3   |
| 2    | Mark Davis   | 3 | 2 | 8              | 6                | +2              | 2   |
| 3    | Ricky Walden | 3 | 1 | 5              | 8                | −3              | 1   |
| 4    | Shaun Murphy | 3 | 0 | 6              | 9                | −3              | 0   |

- Shaun Murphy 2–3 Ricky Walden
- Ricky Walden 1–3 Mark Davis
- Shaun Murphy 2–3 Mark Davis
- Ricky Walden 1–3 Marco Fu
- Shaun Murphy 2–3 Marco Fu
- Marco Fu 3–2 Mark Davis

### Runda finałowa[2][4][5]
|  |                                |                                |                                |                |   |                            |                            |                            |
|  | Półfinały Lepszy w 11 frejmach | Półfinały Lepszy w 11 frejmach | Półfinały Lepszy w 11 frejmach |                |   | Finał Lepszy w 13 frejmach | Finał Lepszy w 13 frejmach | Finał Lepszy w 13 frejmach |
|  | Półfinały Lepszy w 11 frejmach | Półfinały Lepszy w 11 frejmach | Półfinały Lepszy w 11 frejmach |                |   | Finał Lepszy w 13 frejmach | Finał Lepszy w 13 frejmach | Finał Lepszy w 13 frejmach |
|  |                                |                                |                                |                |   |                            |                            |                            |
|  |                                |                                |                                |                |   |                            |                            |                            |
|  | Anglia                         | Barry Hawkins                  | 1                              |                |   |                            |                            |                            |
|  | Anglia                         | Barry Hawkins                  | 1                              |                |   |                            |                            |                            |
|  | Anglia                         | Mark Davis                     | 6                              |                |   |                            |                            |                            |
|  | Anglia                         | Mark Davis                     | 6                              |                |   | Anglia                     | Mark Davis                 | 7                          |
|  |                                |                                |                                |                |   | Anglia                     | Mark Davis                 | 7                          |
|  |                                |                                | Australia                      | Neil Robertson | 2 |                            |                            |                            |
|  | Hongkong                       | Marco Fu                       | Australia                      | Neil Robertson | 2 | 3                          |                            |                            |
|  | Hongkong                       | Marco Fu                       |                                |                |   |                            |                            |                            |
|  | Australia                      | Neil Robertson                 | 6                              |                |   |                            |                            |                            |
|  | Australia                      | Neil Robertson                 | 6                              |                |   |                            |                            |                            |
|  |                                |                                |                                |                |   |                            |                            |                            |

### Finał
| Finał: Do 7 wygranych frame'ów · General Snooker Club, Hongkong, Hongkong, 13 września 2013 |                    |                |
| Mark Davis                                                                                  | 7 – 2              | Neil Robertson |
| -                                                                                           |                    |                |
| –                                                                                           | Najwyższy break    | –              |
| –                                                                                           | Breaki stupunktowe | –              |
| –                                                                                           | Breaki 50-punktowe | –              |